# Isaiah Collier (Basketballspieler)
Isaiah Jaden Collier (* 8. Oktober 2004 in Atlanta, Georgia) ist ein US-amerikanischer Basketballspieler.

## Werdegang
Collier gehörte zu einem der besten Highschoolspieler des Landes und wurde auf vielen Rektutierungslisten auf Platz 1 geführt. Weiterhin nahm er an preisträchtigen Jugendturnieren wie dem Jordan Brand Classic, Nike Hoop Summit und wurde MVP des McDonald’s All-American Game. Nach seiner Highschoolkarriere erhielt er viele Angebote von namhaften Colleges und entschied sich für die University of Southern California in Los Angeles. Er absolvierte für die "Trojans" 27 Saisonspiele und erzielte dabei 16,3 Punkte und 4,3 Assists pro Spiel. 

## Der Weg in die NBA
Anschließend meldete sich Collier nach Freshmenjahr zum NBA-Draft an.
Beim NBA-Draft 2024 wurde er etwas überraschend sehr spät an 29. Stelle von den Utah Jazz ausgewählt.